# Фотожаба

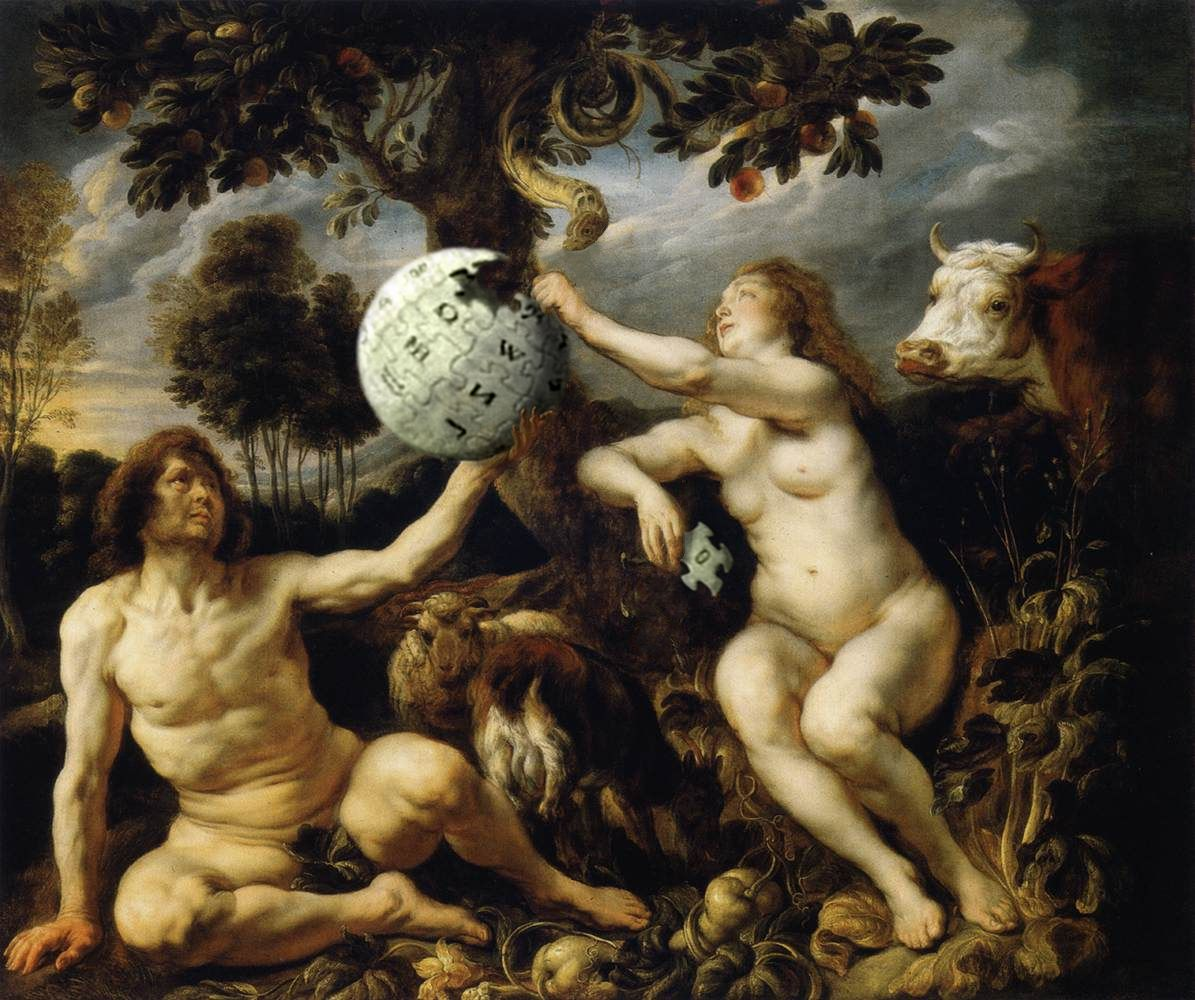
Фотожаба на картину Якоба Йорданса «Искушение Адама и Евы»

Фотожа́ба, также жаба — вид или жанр сетевого творчества, юмористическая разновидность фотомонтажа, сленговое название результата такой творческой переработки участниками форума, блога, имиджборда или другого ресурса некоего изображения с помощью растрового или векторного графического редактора, в результате которой изображение выглядит смешным. Название происходит от наиболее часто использующегося для создания подобных изображений редактора Adobe Photoshop, хотя для этого может быть использован любой другой графический редактор — например Microsoft Paint, GIMP или Corel PHOTO-PAINT. Изготовителей фотожаб называют фотожабер или фотошопер.
В англоязычной интернет-среде это явление называют photoshopping или photoshop contest (в итальянском и шведском языках — photoshop tennis). Фотожабы являются обычным содержанием имиджбордов, где между участниками происходит своеобразное общение с помощью размещения картинок (как правило, не собственного производства).
Обычно создаваемые изображения носят карикатурный характер. Могут возникать стихийно или целенаправленно. Стихийные фотожабы могут базироваться на популярных фотографиях из новостей, чаще всего они основаны просто на забавных случайных фотографиях, иногда могут носить идеологическую окраску. Фотожабы могут становиться основой интернет-мемов. Одной из частых причин целенаправленного создания фотожаб является их использование в качестве агитационного материала в предвыборной или иной политической борьбе.
Фотожабой могут также называть подборку разных тематических картинок, каждая из которых карикатурно изменена. Существуют популярные интернет-сообщества, посвящённые фотожабам. Наиболее удачные фотожабы становятся контентом развлекательных сайтов.
Первое появление слова относят к 2004 году.